# فولر (إنديانا)
فولر (بالإنجليزية: Fowler, Indiana)‏ هي بلدة أمريكية تقع في الولايات المتحدة في مقاطعة بينتون (إنديانا). يقدر عدد سكانها بـ 2,317 نسمة ومساحتها 3.65 كم2 وترتفع عن سطح البحر 251 متر.

## التركيبة السكانية
قام مكتب تعداد الولايات المتحدة بتحديد بيانات التركيبة السكانية لفولر في تعداد الولايات المتحدة. في ما يلي، التركيبة السكانية حسب تعدادي 2000 و2010.

### تعداد عام 2000
بلغ عدد سكان فولر  2,415 نسمة بحسب تعداد عام 2000، وبلغ عدد الأسر 948 أسرة وعدد العائلات 623 عائلة مقيمة في البلدة. في حين سجلت الكثافة السكانية 1,730.6 نسمة لكل ميل مربع (668.2/كم2). وبلغ عدد الوحدات السكنية 1,020 وحدة بمتوسط كثافة قدره 730.9 نسمة لكل ميل مربع (282.2/كم2).
وتوزع التركيب العرقي للبلدة بنسبة 98.14% من البيض و 0.08% من الأمريكيين ذوي الأصول الآسيوية و 0.29% من الأمريكيين الأفارقة و 1.08% من عرقين مختلطين أو أكثر.
بلغ عدد الأسر 949 أسرة كانت نسبة 32.9% منها لديها أطفال تحت سن الثامنة عشر تعيش معهم، وبلغت نسبة الأزواج القاطنين مع بعضهم البعض 53.7% من أصل المجموع الكلي للأسر، ونسبة 9.6% من الأسر كان لديها معيلات من الإناث دون وجود شريك،  وكانت نسبة 34.2% من غير العائلات. تألفت نسبة 30.9% من أصل جميع الأسر من أفراد ونسبة 14.9% كانوا يعيش معهم شخص وحيد يبلغ من العمر 65 عاماً فما فوق. وبلغ متوسط حجم الأسرة المعيشية 3.04، أما متوسط حجم العائلات فبلغ 2.43.
بلغ العمر الوسطي للسكان 38 عاماً. وكانت نسبة 27.0% من القاطنين تحت سن الثامنة عشر، وكانت نسبة 6.9% بين الثامنة عشر والأربعة وعشرون عاماً، ونسبة 27.0% كانت واقعةً في الفئة العمرية ما بين الخامسة والعشرون حتى والأربعة وأربعون عاماً، ونسبة 21.0% كانت ما بين الخامسة والأربعون حتى الرابعة والستون، ونسبة 18.1% كانت ضمن فئة الخامسة والستون عاماً فما فوق. يوجد لكل 100 أنثى 96.3 ذكر، ويوجد لكل 100 أنثى في الثامنة عشر من عمرها فما فوق 88.1 ذكر.
بلغ متوسط دخل الأسرة في البلدة 40,396 دولار، أما متوسط دخل العائلة فبلغ 50,586 دولار. وكان متوسط دخل الذكور 29,889 دولار مقابل 21,781 دولار للإناث. وسجل دخل الفرد الخاص بالبلدة 17,881 دولار. وكانت نسبة 4.5% من العائلات ونسبة 5.8% من السكان تحت خط الفقر، وكان من هؤلاء نسبة 7.1% تحت سن الثامنة عشر ونسبة 2.7% في الخامسة والستين من العمر وما فوق.

### تعداد عام 2010
بلغ عدد سكان فولر  2,317 نسمة بحسب تعداد عام 2010، وبلغ عدد الأسر 935 أسرة وعدد العائلات 593 عائلة مقيمة في البلدة. في حين سجلت الكثافة السكانية 1,655.0 نسمة لكل ميل مربع (639.0/كم2). وبلغ عدد الوحدات السكنية 1,062 وحدة بمتوسط كثافة قدره 758.6 لكل ميل مربع (292.9/كم2).
وتوزع التركيب العرقي للبلدة بنسبة 96.7% من البيض و 0.1% من الأمريكيين الأصليين و 0.1% من الأمريكيين ذوي الأصول الآسيوية و 0.6% من الأمريكيين الأفارقة و 1.6% من عرقين مختلطين أو أكثر.
بلغ عدد الأسر 935 أسرة كانت نسبة 30.2% منها لديها أطفال تحت سن الثامنة عشر تعيش معهم، وبلغت نسبة الأزواج القاطنين مع بعضهم البعض 47.9% من أصل المجموع الكلي للأسر، ونسبة 11.4% من الأسر كان لديها معيلات من الإناث دون وجود شريك،  بينما كانت نسبة 4.1% من الأسر لديها معيلون من الذكور دون وجود شريكة وكانت نسبة 36.6% من غير العائلات. تألفت نسبة 33.5% من أصل جميع الأسر من أفراد ونسبة 15.3% كانوا يعيش معهم شخص وحيد يبلغ من العمر 65 عاماً فما فوق. وبلغ متوسط حجم الأسرة المعيشية 3.08، أما متوسط حجم العائلات فبلغ 2.40.
بلغ العمر الوسطي للسكان 41.8 عاماً. وكانت نسبة 25.1% من القاطنين تحت سن الثامنة عشر، وكانت نسبة 7.1% بين الثامنة عشر والأربعة وعشرون عاماً، ونسبة 21.9% كانت واقعةً في الفئة العمرية ما بين الخامسة والعشرون حتى والأربعة وأربعون عاماً، ونسبة 25.9% كانت ما بين الخامسة والأربعون حتى الرابعة والستون، ونسبة 20% كانت ضمن فئة الخامسة والستون عاماً فما فوق. وتوزع التركيب الجنسي للسكان بنسبة 47.9% ذكور و52.1% إناث.